# 石柯
石 柯（せき か、シ・ケ、1993年1月8日 - ）は中華人民共和国江蘇省徐州市出身、U20およびU22中国代表のプロサッカー選手。ポジションはディフェンダー。

## 来歴
10歳の時にサッカーを始め、無錫体校に入る。2006年に杭州緑城ユースに移った。2008年にU17中国代表、2010年にU20中国代表に選出される。2011年に乙級リーグの温州葆隆足球俱楽部にレンタルされ、12試合に出場してゴールを1回決める。2012年に杭州緑城の監督に就任した岡田武史が、素質を認めてユースからトップチームに昇格させた。同年3月25日の対北京国安戦で超級リーグデビューを果たす。また同年5月にはU22中国代表にも選出され、対マラウイ代表戦に出場した。
2013年東アジア選手権で中国代表にデビュー。アジアカップ2019にも出場。
2015年から上海上港、2021年から山東泰山に在籍している。

## その他
岡田武史は日経新聞のインタビューの中で、石柯を含むユースの選手をトップチームに昇格させたことについて、次のように述べた。「杭州は18歳にかなりいい選手がそろっている。もともと、7歳から18歳まで400人の選手を住まわせる学校付きの寮があって育成には力を入れている。その成果で18歳が優秀なのかと思ったら違った。今から3年くらい前に、オーナー指令で全国から15歳前後の優秀な子をかき集めたらしい。その子たちが目の前にいたわけ」、「私は無理に若返らそうとして、選手を取り換えたわけじゃない。自分がやりたいサッカーに照らして、客観的にうまい選手を残していったら若返っただけ」、「でも、中国ではユースの選手をトップチームで使って勝てるわけがない、という感覚があるので周りは猛反対する。それでオーナーにトップチームの8人を切って、代わりにユースから7人引き上げると直談判した。今年はそれで戦う。認めてくれないならやめると」。

## 所属クラブ
- 足球倶楽部（中国語版） 2011
- 杭州緑城 2012-2014
- 上海上港 2015-
- 山東泰山 2021-